# Dojikko

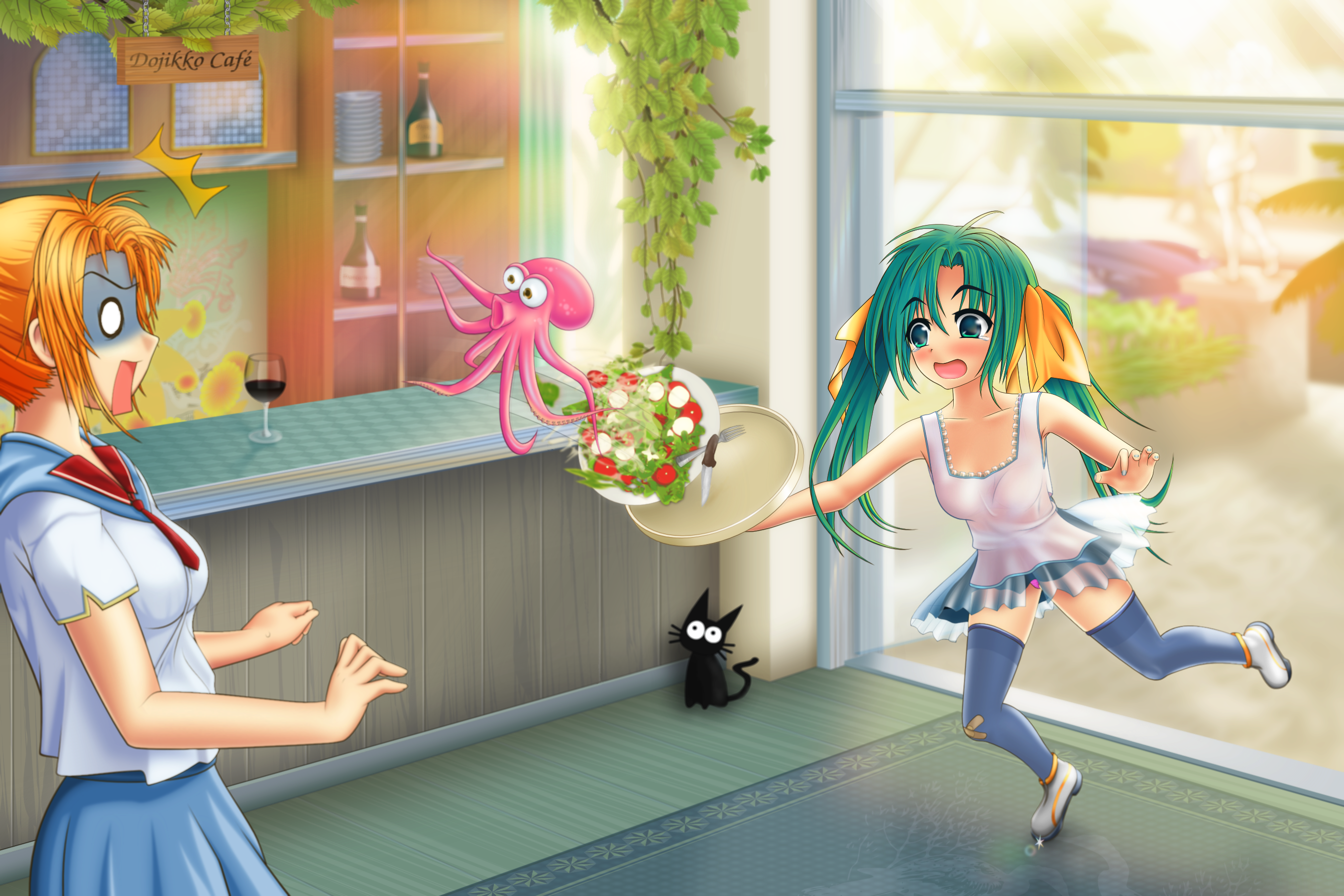
Exemplarische Darstellung einer Dojikko

Als Dojikko (jap. ドジっ娘) wird ein japanischer, üblicherweise weiblicher Charakterarchetyp bezeichnet, der sich durch extreme Tollpatschigkeit (doji) auszeichnet. So fallen diese Charaktere häufig hin, laufen gegen im Weg stehende Hindernisse oder stolpern über jede noch so kleine Kante. Obwohl sie sich dieser Missgeschicke bewusst sind, zeigen sie stets ihre gute Seite und bereuen ihre Unfähigkeit.
Dojikkos richten gewöhnlich nur sehr geringen Schaden an, können aber entsprechend dem Domino-Effekt eine Kettenreaktion von Unglücken auslösen.
Eine Zuneigung zu Dojikko-Figuren wird als Dojikko-Moe (ドジっ娘萌え) bezeichnet.
Dojikko bezieht sich eigentlich nur auf weibliche Figuren. Eine männliche Ausnahme ist Eisuke Hondō aus Detektiv Conan, der explizit als Dojikko, in der Schreibung ドジっ子, bezeichnet wird.

## Verwendung in Manga und Anime
Als Charaktertypen haben Dojikko eine längere Tradition, auch wenn sich der Begriff erst später herausbildete. Im Manga Mahoromatic scheint Minawa keinen Gegenstand zu kennen, über den sie nicht fallen könnte, und sie ist die meiste Zeit damit beschäftigt, sich zu entschuldigen. Ayu aus Kanon besitzt die Angewohnheit, den Protagonisten über den Haufen zu laufen, und ist bei ihren Entschuldigungen den Tränen nahe.
In der satirischen Anime-Fernsehserie Sayonara Zetsubō Sensei versucht sich die sonst ernsthafte Chiri in einer der Folgen als Dojikko. Darauf hoffend, mehr Liebe von ihren Mitmenschen zu empfangen, endet der Versuch in einem Desaster.